# Глэдис Кравиц
Глэ́дис Кра́виц (англ. Gladys Kravitz) — персонаж телесериала «Моя жена меня приворожила». Появляется в сериале с первого сезона. Первоначально игравшая эту роль Элис Пирс скончалась, и её заменили на Сандру Гулд. Глэдис Кравиц в исполнении Элис Пирс принадлежала существенная роль в сериале: в 74 сериях первого сезона миссис Кравиц появляется 28 раз; в последующих пяти сезонах (180 серий) она фигурирует 31 раз. Всего миссис Кравиц появляется в 59 сериях сериала.
В ремейке 2005 года роль Глэдис сыграла Эми Седарис. За роль Глэдис Кравиц Элис Пирс была удостоена премии «Эмми».

## Жизнь до событий сериала
До событий сериала миссис Кравиц даже не подозревала, что на свете есть ведьмы, колдуны и прочие магические существа. Никогда не работала, в двадцать один год вышла замуж за Эбнера Кравица (её девичья фамилия — Грубер). Детей нет, но есть несколько племянников. В момент начала действия сериала и Глэдис, и её муж уже на пенсии. Любит понаблюдать за соседями у окна и надоедать им непрошеными визитами.

## В сериале
Глэдис Кравиц наблюдает за Дарреном Стивенсом и его женой, молодой ведьмой Самантой с первой же минуты их появления в квартале. Когда Саманта и её мать Эндора приехали смотреть новый дом для покупки, Глэдис «случайно» увидела, как женщины колдуют, в мгновение ока меняя обстановку в доме, и поняла, что что-то неладно. На протяжении всего сериала она пыталась «разоблачить» Саманту и её родственников, пытаясь заставить всех поверить, что Саманта действительно ведьма. Увидев что-то странное, она зовёт мужа: «Эбнер!» или «Эбнер, посмотри на это!».
Однако всё время рассказывая Эбнеру о странных предметах и необычных людях в доме Стивенсов, Глэдис сама выглядит не вполне нормально в глазах окружающих. Муж практически не реагирует на её призывы посмотреть на странное поведение соседей. Он заставляет её принимать лекарства, возможно, считая, что причиной странного поведения Глэдис является менопауза.
В одной из серий Саманта и Глэдис Кравиц «поменялись местами»: Саманта подсматривает за Глэдис, которая решила уйти от мужа, и мирит супругов. В другой раз Эбнер уходит из дома, но благодаря волшебству Саманты Кравицы вспоминают всё хорошее, что было в их совместной жизни. А однажды Саманта заставила Глэдис поверить, что та сама обладает магическими способностями.

## В культуре
В американской культуре Глэдис Кравиц стала синонимом любопытной, постоянно сующей нос не в своё дело соседки. По мнению кинокритика У. Метца, в образе миссис Кравиц авторы сериала высмеяли подозрительность, «культуру бдительности», присущую американскому обществу эпохи «холодной войны». Согласно другим предположениям, консерватизм миссис Кравиц, её излишнее внимание к личной жизни соседей — на самом деле сатира на гомофобов, а весёлые «волшебники» в разноцветных одеждах — геи и лесбиянки.